# ألبرتوصورات
الألبرتوصورات هي فُصيلة ديناصورات تنتمي إلى فصيلة الألبرتوصوريات، عاشت في العصر الطباشيري المتأخر بالولايات المتحدة وكندا، أول استخدام لهذه الفُصيلة كان من قبل فيليب ج. كوري، يورن هوروم وكارول سبات كمجموعة ديناصورات من عائلة التيرانوصوريات. وعُرِّفت في البداية على أنها (ألبرتوصور + جورجوصور) وشملت هذين الجنسين فقط. المجموعة هي فرع حيوي شقيق للتيرانوصورات. في سنة 2007، اكتُشف أن المجموعة تشمل كذلك الماليفوصور والذي عادة ما يطلق عليه اسم التربوصور. إلا أن هذا التصنيف لم يتم قبوله ومازال الماليفوصور يعتبر تربوصورا أو تيرانوصورا يافعا. وجد تيفنجر ت.م ماكلين في خلاصةٍ أن الأليوراموس، والذي يصنف عادة كنسل للتيرانوصورويدات ينتمي لعائلة الألبرتوصورات أو المجموعة الشقيقة لها.